# 漢中門駅
漢中門駅（かんちゅうもんえき）は、南京市鼓楼区漢中路と虎踞路の交差点にある、南京地下鉄2号線の駅である。

## 歴史
- 2010年5月28日2号線の駅として開業。

## 駅構造

### のりば
| 番線 | 路線            | 方面                               | 行先        |
| ---- | --------------- | ---------------------------------- | ----------- |
|      | 南京地下鉄2号線 | 莫愁湖・元通・魚嘴 方面            | 魚嘴 行き   |
|      | 南京地下鉄2号線 | 馬群・金馬路・羊山公園・経天路方面 | 仙林湖 行き |

## 隣の駅
南京地下鉄
■2号線
莫愁湖駅 - 漢中門駅 - 上海路駅